# Дзаккария, Франческо Антонио

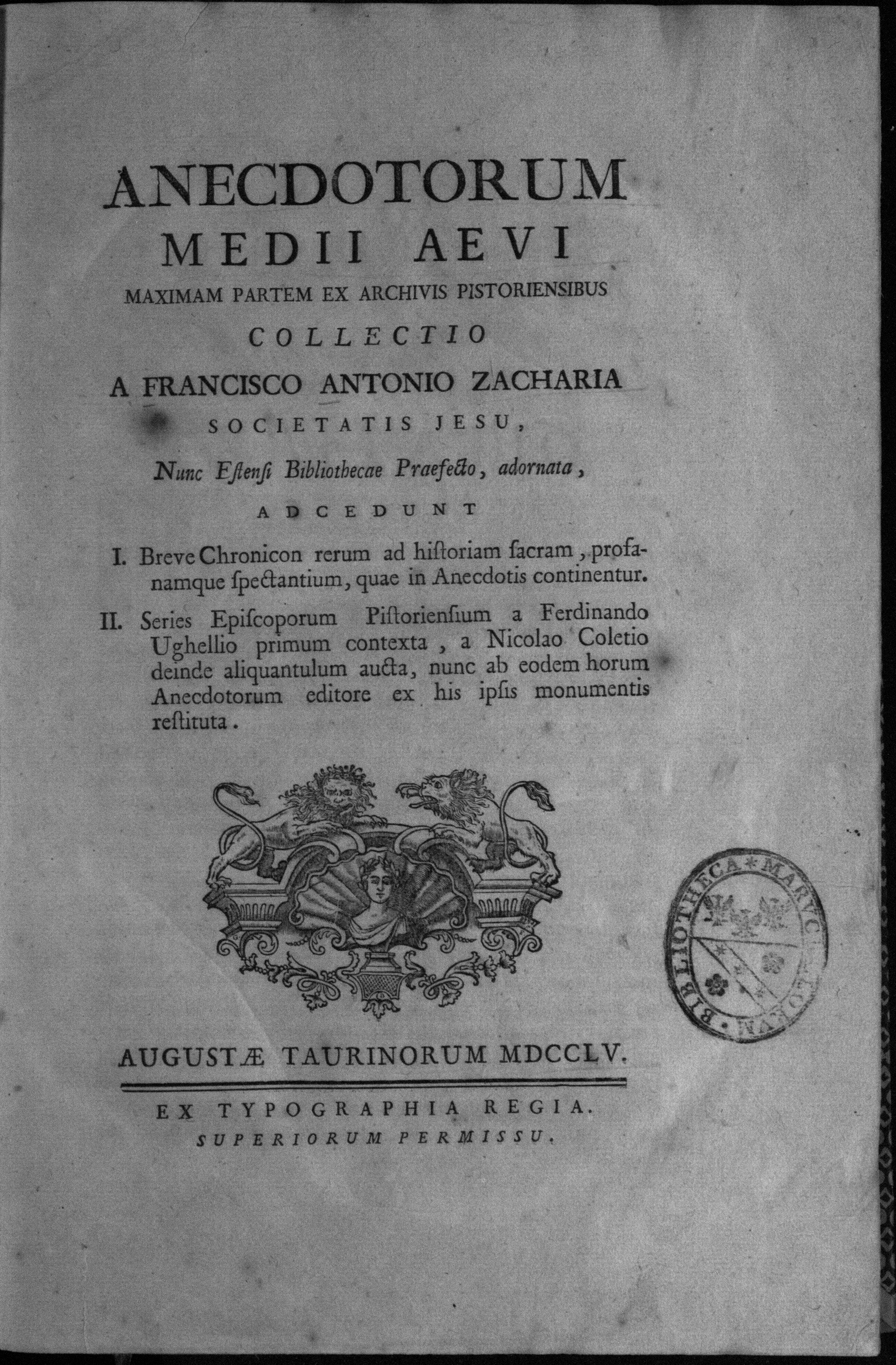
«Anecdotorum Medii Aevi»

Франческо Антонио Дзаккария (Цаккариа) (итал. Francesco Antonio Zaccaria, 1714—1795) — итальянский теолог и историк.
Кроме многих богословских сочинений написал:
- «Storia letteraira d’Italia» (1751—1757, 16 т.),
- «Annali letterari d’Italia» (1762—1764);
- «Anecdotorum medii aevi collectio» (1755);
- «Institutiones numismatica» и др.